# Добрый Лук
Добрый Лук (укр. Добрий Лук) — село, относится к Великомихайловскому району Одесской области Украины.
Население по переписи 2001 года составляло 95 человек. Почтовый индекс — 67121. Телефонный код — 8-04859. Занимает площадь 0,32 км². Код КОАТУУ — 5121683002.

## Местный совет
67121, Одесская обл., Великомихайловский р-н, с. Новоборисовка, ул. Ленина, 21